# 绉纱
绉纱是中国古代的一种丝织品，这种丝织品由于纬线采用了起收缩作用的捻合线织成，所以表面呈现出凹凸不平的自然绉缩。1959年，在长沙的左家塘44号墓中，出土了一块绉纱手帕。